# スイート・チャリティー
スイート・チャリティー（Sweet Charity）は、1966年にブロードウェイで初演されたミュージカル作品。
1969年にアメリカで映画化作品が公開（後述）。

## 概要
1957年のフェリーニの名作「カビリアの夜」をミュージカル化し、1966年にブロードウェイで初演。本作の演出と振付を担当したボブ・フォッシーの妻であるグウェン・ヴァードンが主演した。
日本では、1972年に初演された。

## 映画
映画版ではシャーリー・マクレーンが演じている。イタリア映画のオリジナルと若干変わっているのがヒロインの設定で、オリジナル版が娼婦だったのに対し、この映画ではキャバレーの踊り子（たまにホステスの役割もするが）に変更されている。

### キャスト（映画）
| 役名                               | 俳優                   | 日本語吹替                            |
| 役名                               | 俳優                   | ？版                                  |
| ---------------------------------- | ---------------------- | ------------------------------------- |
| チャリティ・ホープ・ヴァレンタイン | シャーリー・マクレーン | 天地総子                              |
| オスカー・リンドクィスト           | ジョン・マクマーティン | 広川太一郎                            |
| ニッキー                           | チタ・リヴェラ         | 麻生美代子                            |
| ヴィットリオ・ヴィダル             | リカルド・モンタルバン | 寺島幹夫                              |
| ハーマン                           | スタッビー・ケイ       | 今西正男                              |
| イーレン                           | ポーラ・ケリー         | 北浜晴子                              |
| 不明 その他                        |                        | 中川まり子 友近恵子 青木明子 芝田清子 |
|                                    |                        |                                       |
| 演出                               | 演出                   | 岡本知                                |
| 翻訳                               | 翻訳                   | 磯村愛子                              |
| 効果                               | 効果                   | 赤塚不二夫                            |
| 調整                               |                        |                                       |
| 制作                               | 制作                   | グロービジョン                        |
| 解説                               |                        |                                       |
| 初回放送                           |                        |                                       |

### スタッフ（映画）
- 監督:ボブ・フォッシー
- 原作:フェデリコ・フェリーニ